# كيت أوبراين
كيت أوبراين (بالإنجليزية: Kate O'Brien)‏ هي مؤلفة وكاتِبة أيرلندية، ولدت في 3 ديسمبر 1897 في ليمريك في جمهورية أيرلندا، وتوفيت في 13 أغسطس 1974 في كانتربيري في المملكة المتحدة بسبب مرض.

## وصلات خارجية
- كيت أوبراين على موقع IMDb (الإنجليزية)
- كيت أوبراين على موقع ألو سيني (الفرنسية)
- كيت أوبراين على موقع أول موفي (الإنجليزية)
- كيت أوبراين على موقع قاعدة بيانات برودواي على الإنترنت (الإنجليزية)
- كيت أوبراين على موقع قاعدة بيانات الأفلام السويدية (السويدية)
- كيت أوبراين على موقع إن إن دي بي (الإنجليزية)
- كيت أوبراين على موقع كينوبويسك (الروسية)